# Royaume de Bohême
1198–1918
Entités précédentes :
- Duché de Bohême

Entités suivantes :
- République tchécoslovaque

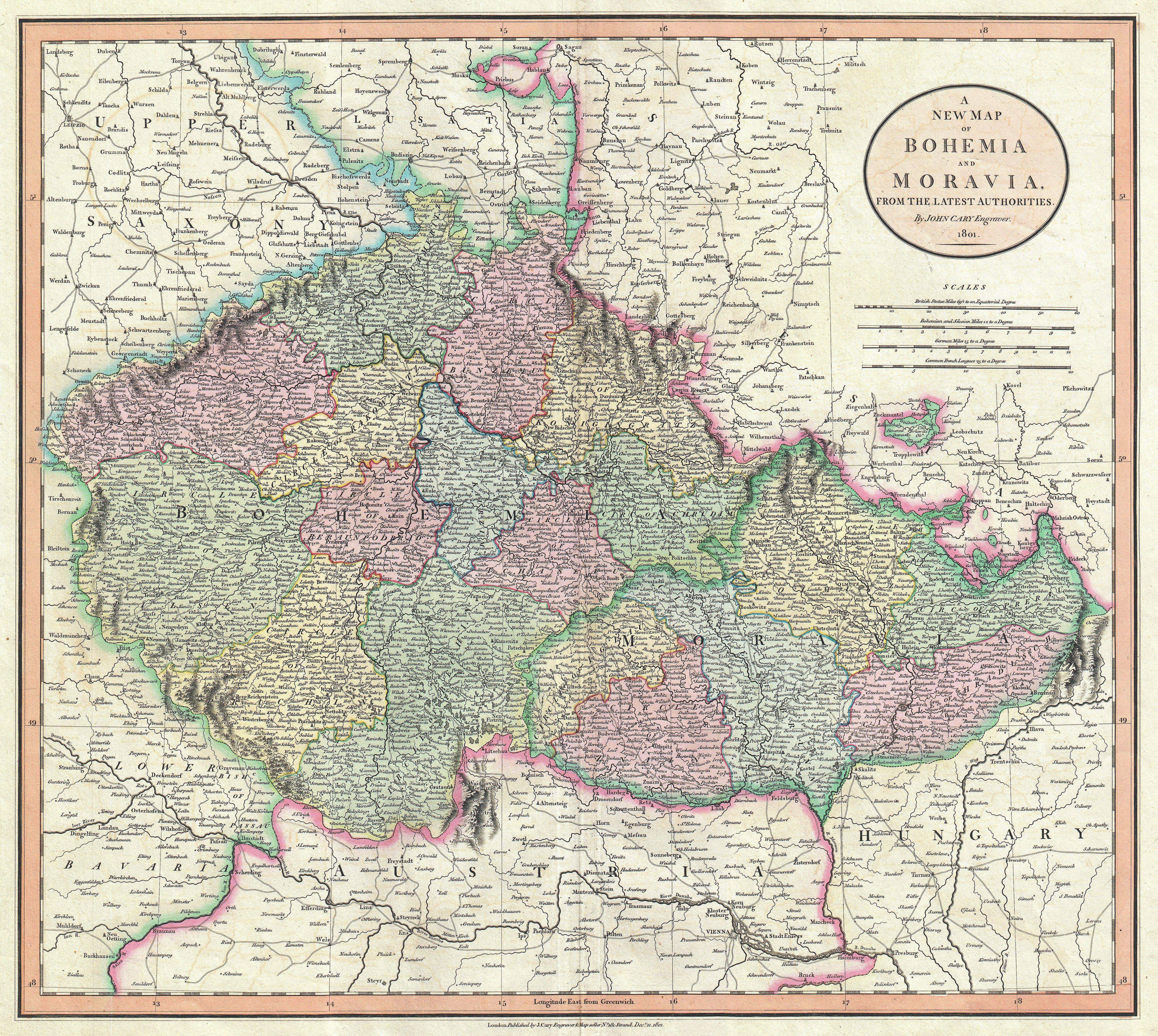
Subdivisions du royaume de Bohême.

Le royaume de Bohême (en tchèque : České království soit « royaume tchèque » ; en allemand : Königreich Böhmen ; en latin : Regnum Bohemiæ) est un royaume d'Europe centrale ayant existé de la fin du XIIe siècle à 1918, dont le territoire fait actuellement partie de la Tchéquie. Avec la Bohême proprement-dite, des territoires voisins qui y ont été associés au cours de l'Histoire, ont formé les « pays de la couronne de Bohême » : c'est en particulier le cas du margraviat de Moravie, du duché de Silésie et de la Basse-Lusace.
Le royaume a été créé par la dynastie des Přemyslides au XIIe siècle à partir du duché de Bohême. Avec le margraviat de Moravie, le duché de Bohême forma le royaume héréditaire de Bohême-Moravie (Českomoravsko en tchèque, Böhmen-und-Mähren en allemand) confirmé par la bulle d'or de Sicile en 1212. Le royaume a ensuite été dirigé par la maison de Luxembourg (1310-1437), la maison Jagellon (1471-1526), la maison de Habsbourg (1526-1780) et celle de Habsbourg-Lorraine (1780-1918). De nombreux rois de Bohême ont également été élus empereurs du Saint-Empire germanique et la capitale Prague a été le siège impérial à deux reprises : dans la seconde partie du XIVe siècle sous Charles IV et au tournant des XVIe siècle et XVIIe siècle sous  Rodolphe II.
En 1620, les pays de la couronne de Bohême devinrent des possessions héréditaires des Habsbourg, faisant partie du Saint-Empire jusqu'à sa dissolution en 1806, après quoi ils devinrent une partie de l'empire d'Autriche, puis de la partie autrichienne de l'Empire austro-hongrois. La Bohême a conservé son nom et son statut officiel de royaume distinct jusqu'en 1918, en tant que terre de la couronne austro-hongroise (Korunnízemě en tchèque, Kronland en allemand). Sa capitale Prague était la troisième plus grande ville de l'empire après Vienne et Budapest.
Après la défaite des puissances centrales lors de la Première Guerre mondiale et à la suite du traité de Versailles, l'Empire austro-hongrois se disloqua et la Bohême fut intégrée en 1918 dans la nouvelle Tchécoslovaquie. Au XXIe siècle, son territoire est administré par neuf régions de la Tchéquie plus la ville de Prague, et le lion blanc sur fond rouge de l'écu de Bohême fait partie des armoiries de la Tchéquie.

## Historique
Bien que certains anciens souverains de la Bohême aient bénéficié d'un titre royal héréditaire au cours des XIe et XIIe siècles, les rivalités des ducs pour accéder au pouvoir en Bohême sont virulentes, surtout après la succession de Vratislav II de Bohême, couronné roi en 1085. Ses successeurs, notamment Vladislav II et Sobeslav Ier de Bohême, sont impliqués dans des conflits internes et doivent se contenter du titre de duc.

### Reconnaissance

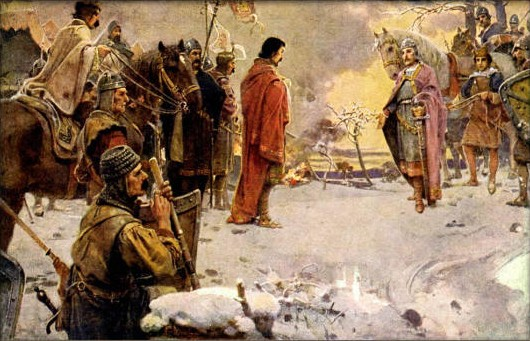
Ottokar Ier de Bohême fait la paix avec son frère Vladislav, tableau historique du XIXe siècle.

Finalement, le royaume est officiellement créé par Ottokar Ier Přemysl, duc de Bohême de 1192 à 1193, qui avait été écarté du trône par une conspiration de nobles et renversé par l'empereur Henri VI, mais qui parvient à un accord avec son frère Vladislav III. Afin d'assurer son accession, Ottokar au 6 décembre 1197 conclut avec Vladislav un accord par lequel ce dernier se contente du margraviat de Moravie, tandis que lui-même doit être monarque à Prague.
Tirant avantage des luttes pour la succession au titre impérial entre les partisans de Philippe de Souabe, issu de la maison de Hohenstaufen, et les « guelfes » soutenant son adversaire Othon de Brunswick, il se proclame roi de Bohême en 1198. Il est soutenu par Philippe, élu roi des Romains la même année, qui a besoin de soutien logistique pour son accession au trône, en conflit avec la maison de Brunswick, et pour être reconnu par le pape Innocent III.
En 1204, l'empereur Otton IV du Saint-Empire reconnaît le pouvoir d'Ottokar Ier sur le royaume de Bohême puis une bulle royale, la bulle d'or de Sicile, délivrée par Frédéric de Hohenstaufen confirme en 1212 l’élévation du duché de Bohême en royaume avec officiellement le statut royal.
Avec l'assassinat du roi Venceslas III de Bohême en 1306, la dynastie prend fin, mais le royaume subsiste.
Le royaume de Bohême ainsi que ses dépendances (la Lusace, le margraviat de Moravie ainsi que le duché de Silésie) prennent le nom de pays de la couronne de saint Venceslas.

### L'âge d'or

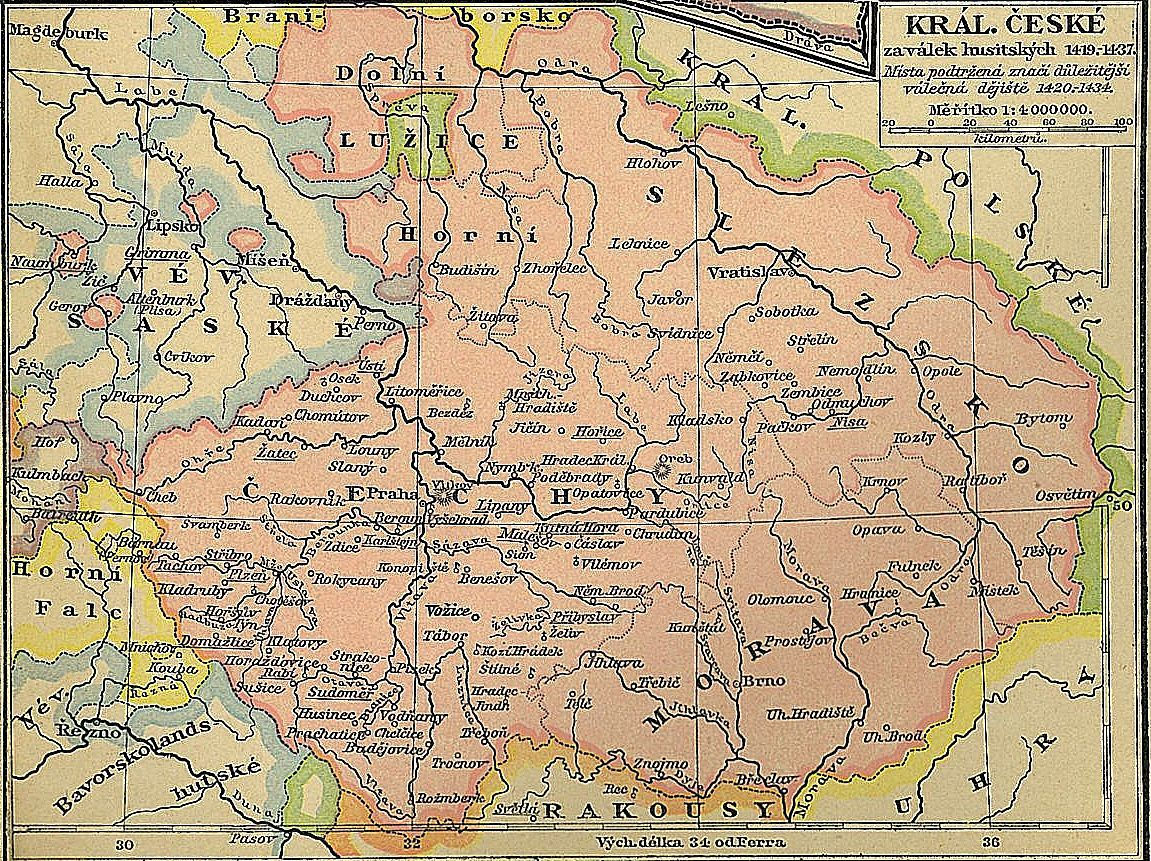
Le royaume de Bohême au XVe siècle.

Le royaume de Bohême fait alors partie du Saint-Empire romain germanique et le roi de Bohême est l'un des sept princes-électeurs d'après la bulle d'or.
En 1310, Élisabeth de Bohême, fille et héritière du roi Venceslas II, épouse Jean de Luxembourg. Leur fils Charles devient roi de Bohême en 1346 et empereur du Saint-Empire romain germanique en 1355, date qui marque le début d’un âge d'or en Bohême. L’université Charles de Prague (Universitas Pragensis en latin), la première université d’Europe centrale, est fondée en 1348. Prague devient de facto la capitale du Saint-Empire et Charles IV entreprend de l'embellir : le pont Charles, en pierre, remplace un pont de bois entre Malá Strana et la Vieille-Ville, la Nouvelle-Ville double la superficie de la ville, le château de Prague se couvre de nouveaux édifices avec, entre autres, la cathédrale Saint-Guy en faisant appel à l'architecte Mathieu d’Arras. Au sud de Prague, Charles fait édifier le château-fort de Karlštejn, bijou de l'architecture fortifiée gothique.
Le roi de Bohême Charles IV du Saint-Empire règne alors sur les pays dits de « la Couronne de Bohême » : Bohême, Moravie, Lusace, Silésie. Prague est la capitale rayonnante du royaume, comptant environ quarante mille habitants. Le roi gouverne avec la haute noblesse et le haut clergé, et sa cour attire de nombreux artistes italiens, allemands, français. Le royaume de Bohême est peuplé de Tchèques et d'Allemands.
Au cours du XIVe siècle la noblesse de Bohême s’organise sur le modèle allemand. Une différence s’établit entre la haute noblesse des « barons », auxiliaires directs du roi, et la petite noblesse des chevaliers (Ritter, rytiři). Comme en Allemagne, la fédéralisation de la société s’est produite depuis le XIIe siècle, mais d’anciennes coutumes locales se sont maintenues, tel le « droit de la terre » (jus terrae, zemské právo), de même qu’une classe d’hommes libres qui donnera les chevaliers. Au XIVe siècle, la classe noble remplace les anciens župan, telle la famille des Vitkovci qui possède des domaines patrimoniaux et des fiefs en Bohême du Sud et en Bavière et qui, bien que tchèque, est alliée par le sang à l’aristocratie bavaroise.

### Le soulèvement hussite

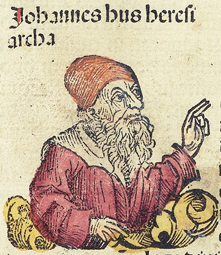
Le prédicateur et réformateur Jan Hus.

Charles IV meurt en 1378 et Venceslas Ier, son successeur, est peu capable. La peste finit de ravager le pays en 1380. Le pays devient peu sûr.
Prédicateur depuis 1402 à la chapelle de Bethléem à Prague, Jan Hus prêche, avec d'autres, un retour à l'Église apostolique, spirituelle et pauvre. Il pense que la réforme de l'Église doit passer par le pouvoir laïc. Ses propos trouvent des échos dans la haute noblesse, qui voit la possibilité de s'attribuer les biens ecclésiastiques.
Les hussites sont divisés en deux groupes : les Utraquistes pragois et les radicaux Taborites. La Bohême se divise : la majorité devient hussite, mais quelques villes restent catholiques (Plzeň et les villes moraves de Brno et Olomouc, ainsi que la Silésie et la Lusace).
Le 30 juillet 1419, une procession dans le quartier de Nové Město, conduite par Jan Želivský, prédicateur à Notre-Dame des Neiges, est atteinte par des pierres. Des émeutes éclatent et les hussites prennent l'hôtel de ville, défenestrant les échevins. Le mois suivant, la mort de Venceslas Ier provoque des émeutes marquées par des profanations iconoclastes.
Le refus par l'empereur Sigismond Ier d'accepter les articles de Prague provoque les croisades contre les hussites qui déchirent le pays de 1420 à 1434. Conduits par Jan Žižka (mort en 1424) puis Procope le Grand, les hussites remportent maintes batailles, ce qui ouvre la voie aux pourparlers qui aboutissent sur un compromis, les Compactata (1436) avec les revendications hussites.
Les Taborites (l'aile gauche du mouvement hussite) se soulèvent encore et sont vaincus à la bataille de Lipany en 1434 par les hussites modérés alliés aux catholiques. Le 5 juillet 1436 sont proclamés à Jihlava les Compactata. En 1458, les hussites et les catholiques s'entendent pour élire au trône de Bohême Georges de Poděbrady, qui représente le juste milieu hussite. La diète du royaume de Bohême, réunie à Kutná Hora en 1485, confirme une nouvelle fois les Compactata, qui resteront applicables dans le royaume de Bohême jusqu'en 1567.

### Vassalité et fin

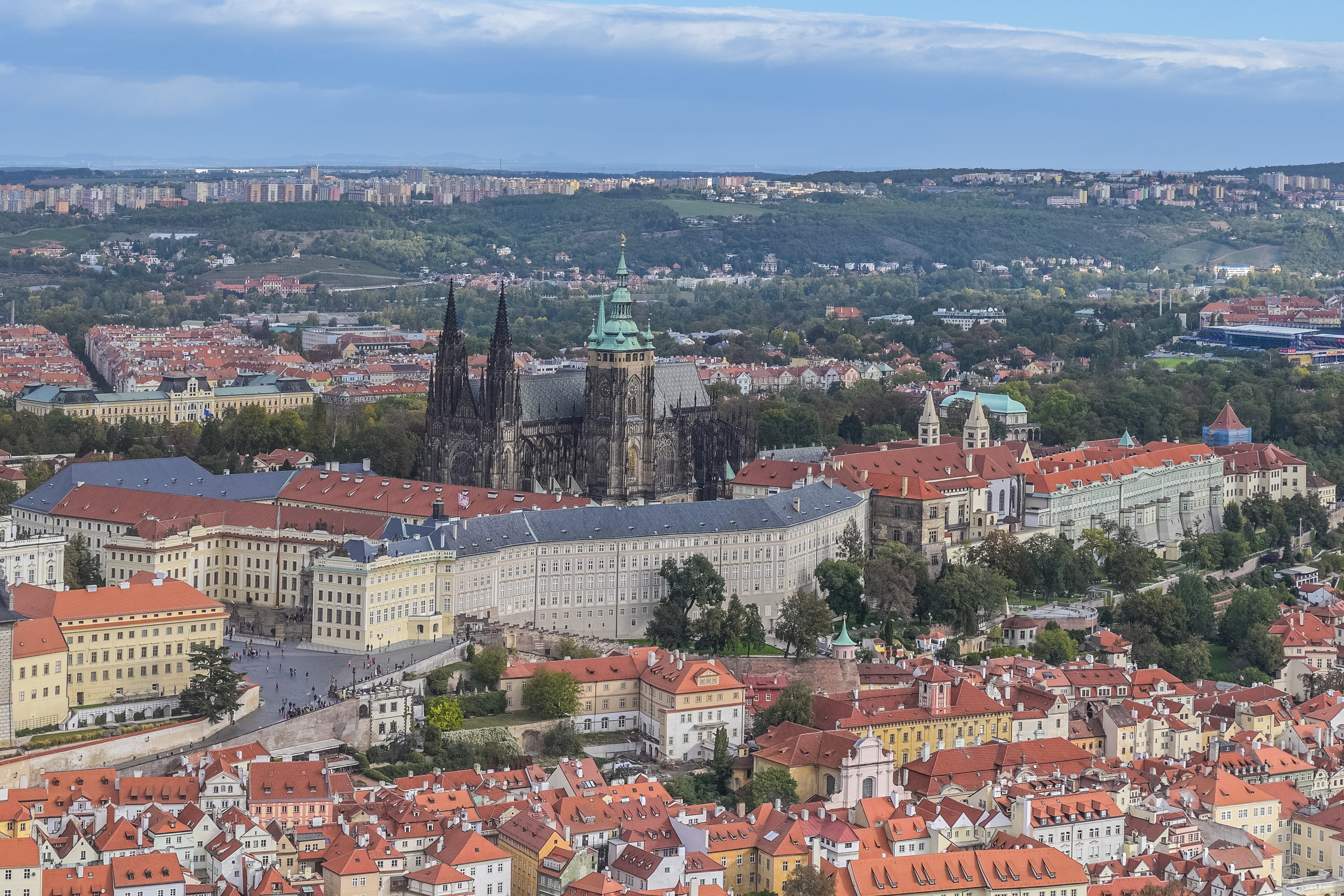
Le château de Prague renfermant les joyaux de la couronne de Bohême.

À la mort du roi Louis, en 1526, Ferdinand Ier de Habsbourg, frère et successeur de Charles Quint à la couronne impériale, est élu roi de Bohême. Le royaume est alors intégré à la monarchie des Habsbourg mais conserve une autonomie au sein de celle-ci.
Cependant, à la fin du XVIe siècle, la majorité de la population et de la noblesse du royaume de Bohême a adhéré au protestantisme. En 1609, les Tchèques obtiennent par une lettre de majesté de Rodolphe II des garanties sur la liberté religieuse et une certaine autonomie. Mais en 1617, l’empereur Matthias Ier du Saint-Empire est sans descendance. Afin de conserver le titre impérial aux Habsbourg, Matthias Ier souhaite que celui-ci revienne à son cousin germain Ferdinand de Styrie, il lui abandonne donc le titre de roi de Bohême en 1617, avec la perspective de le voir ainsi accéder à la dignité impériale à sa mort.
Or, Ferdinand, catholique zélé qui a été éduqué chez les jésuites, veut voir revenir la Bohême dans le giron de l’Église catholique. En conséquence, les Tchèques se révoltent, et proposent la royauté à Frédéric V du Palatinat, surnommé ensuite le roi d'(un seul) hiver. Plusieurs incidents, dont la défenestration de Prague de 1618, entraînent le déclenchement de la guerre de Trente Ans, qui ravage la Bohême et l'Europe tout entière.

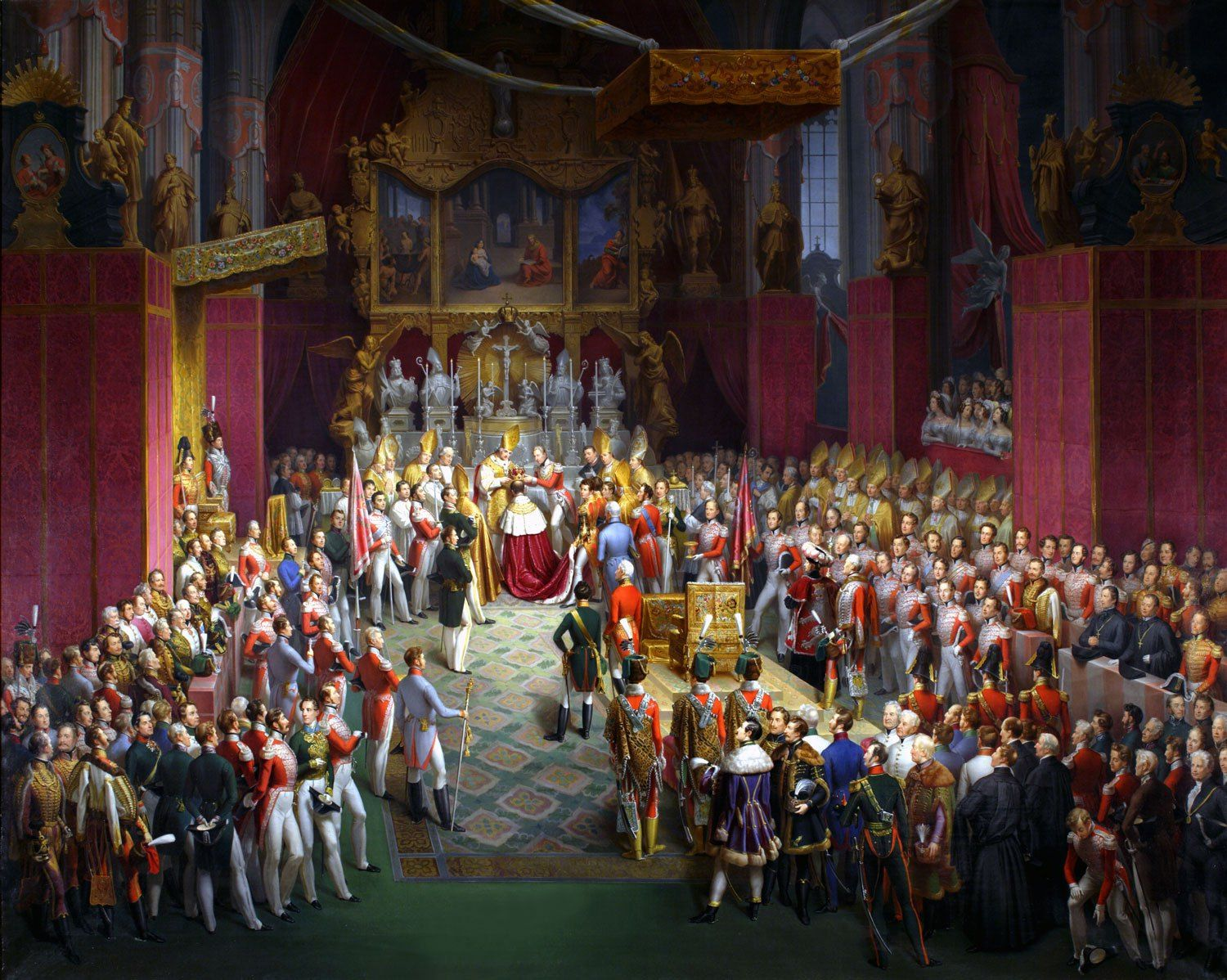
Couronnement de Ferdinand Ier d'Autriche à Prague en 1836.

Mais en 1620, les forces protestantes de Bohême sont défaites à la bataille de la montagne-blanche. Les bouleversements sont importants et immédiats : le royaume de Bohême perd complètement son autonomie et devient une possession héréditaire des Habsbourg. Ceux-ci continueront à venir à Prague pour être couronnés rois de Bohême jusqu'en 1836, date où Ferdinand Ier sera le dernier empereur d'Autriche à être couronné roi de Bohême,.
À la fin du XIXe siècle, à la suite du Compromis austro-hongrois de 1867, les Tchèques demandent à l'Empereur Francois-Joseph Ier un statut similaire à celui des Hongrois avec l'octroi de l'autonomie au royaume de Bohême. À la consternation des Tchèques, le projet sera finalement enterré en 1871 à cause de la forte opposition des Allemands de Bohême-Moravie et du gouvernement de Budapest,.
En 1918, après la Première Guerre mondiale, l'empire d'Autriche-Hongrie fut dissous et le dernier roi Charles III fut exilé. Le territoire fut intégré à la République tchécoslovaque.
Le château de Prague présente au public les joyaux de la couronne du royaume de Bohême.

## Économie
La Bohême a été parmi les premiers pays d'Europe à s'industrialiser. L'extraction de l'étain et de l'argent a commencé dans les monts Métallifères au début du XIIe siècle. Pour le développement industriel du royaume tchèque, les colons allemands du XIIe siècle ont joué un rôle énorme. À la fin du XIIe et au XIIIe siècle, les dirigeants Přemyslides ont encouragé la colonisation de certaines zones de leurs terres par des colons allemands des terres adjacentes de Bavière, de Franconie, de Haute-Saxe et d'Autriche (Ostsiedlung). Les nouveaux colons ont non seulement apporté avec eux leurs coutumes et leur langue, mais aussi de nouvelles compétences techniques et des équipements qui ont été adaptés en quelques décennies, notamment dans l'agriculture et l'artisanat. En Silésie, ils ont fait doubler la superficie de terrains cultivées (16% de la superficie totale de la région) au début du XIe siècle, 30% au XVIe siècle, la superficie totale des terres arables a augmenté de sept à vingt fois dans de nombreuses régions silésiennes pendant l'Ostsiedlung. Les allemands se sont installés principalement dans les collines et les montagnes et ont commencé les travaux miniers et l'industrie de haute qualité comme la métallurgie, l'industrie de l'armement et la fabrication de la bière. La production de verre était une industrie importante pour les Bohémiens allemands.